# Чемпионат России по лёгкой атлетике в помещении 2005
Чемпионат России по лёгкой атлетике в помещении 2005 года прошёл 10—12 февраля в Волгограде в манеже ВГАФКа. Соревнования являлись отборочными в сборную России на чемпионат Европы в помещении, прошедший 4—6 марта в Мадриде, столице Испании. На протяжении 3 дней было разыграно 28 комплектов медалей.
Зимой 2005 года также были проведены чемпионаты России в отдельных дисциплинах лёгкой атлетики:
- 28—29 января — чемпионат России по 6-часовому бегу в помещении (Москва)
- 5—6 февраля — чемпионат России по многоборьям в помещении (Краснодар)

## Соревнования
Зимний сезон 2005 года знаменовал начало нового олимпийского цикла, в связи с чем ряд лидеров его пропускали в восстановительных целях. Этим можно объяснить не самые высокие результаты чемпионата России в помещении — 2005.
Упорная борьба развернулась на дистанции 400 метров среди женщин. Лишь 1 сотая секунды отделила победительницу, Светлану Поспелову, от серебряного призёра, Ирины Росихиной — 51,57 против 51,58.
Очередной великолепный результат показала Лариса Чжао, уже имевшая в сезоне время 1.57,53 в беге на 800 метров (лучшее в мире). На чемпионате России она подтвердила свой класс, «выбежав» из 2 минут (1.59,76) и не оставив соперницам шансов на успех.
Высшее мировое достижение среди молодёжи (до 23 лет) установила в стипль-чезе Марина Иванова, ставшая серебряным призёром соревнований — 9.35,33. Чемпионка в этой дисциплине, Любовь Иванова, показала 2-е время в мире за всю историю её проведения — 9.27,57. Своему же рекорду, установленному в прошлом 2004 году, она уступила порядка 6 секунд.
В секторе для прыжка с шестом у женщин выступали всего 4 спортсменки, при этом одна из них не справилась с начальной высотой. Чемпионкой с невысоким результатом 4,30 м стала Юлия Голубчикова. В то же самое время, одновременно с чемпионатом России, в Донецке на соревнованиях «Звёзды шеста» Елена Исинбаева, освобождённая от отбора в Волгограде, установила новый мировой рекорд, взяв планку на высоте 4,87 м.
В 2005 году в последний раз в программу официальных международных зимних стартов был включён бег на 200 метров. Начиная с 2006 года звания чемпионов мира и Европы в помещении на этой дистанции не разыгрывались. В программе чемпионатов России в помещении дистанция сохранилась, но больше не носила статус отборочной в национальную сборную.

## Медалисты

### Мужчины
| Дисциплина             | Золото                                                                           | Золото  | Серебро                                                                            | Серебро | Бронза                                                                       | Бронза  |
| ---------------------- | -------------------------------------------------------------------------------- | ------- | ---------------------------------------------------------------------------------- | ------- | ---------------------------------------------------------------------------- | ------- |
| 60 м                   | Андрей Епишин Московская область                                                 | 6,71    | Александр Смирнов Москва Карелия                                                   | 6,71    | Александр Рябов Самарская область Москва                                     | 6,75    |
| 200 м                  | Сергей Бычков Омская область Челябинская область                                 | 21,53   | Дмитрий Тенц Карачаево-Черкесия Ростовская область                                 | 21,56   | Олег Сергеев Тюменская область                                               | 21,75   |
| 400 м                  | Дмитрий Форшев Свердловская область                                              | 46,90   | Александр Борщенко Томская область Новосибирская область                           | 47,38   | Александр Усов Липецкая область Свердловская область                         | 47,52   |
| 800 м                  | Дмитрий Богданов Московская область Санкт-Петербург                              | 1.48,81 | Юрий Колдин Рязанская область                                                      | 1.50,56 | Роман Маренков Москва Тверская область                                       | 1.50,71 |
| 1500 м                 | Вячеслав Шабунин Москва                                                          | 3.43,36 | Станислав Хухаркин Челябинская область Курганская область                          | 3.44,03 | Дмитрий Онуфриенко Москва Нижегородская область                              | 3.44,51 |
| 3000 м                 | Павел Наумов Москва                                                              | 7.55,04 | Павел Шаповалов Хабаровский край                                                   | 7.56,60 | Сергей Иванов Москва Чувашия                                                 | 8.00,14 |
| 3000 м с препятствиями | Роман Усов Курская область Челябинская область                                   | 8.26,68 | Андрей Фарносов Москва Московская область                                          | 8.26,78 | Андрей Кузнецов Волгоградская область                                        | 8.29,01 |
| 60 м с барьерами       | Евгений Печёнкин Московская область Новосибирская область                        | 7,87    | Евгений Борисов Московская область                                                 | 7,91    | Сергей Манаков Татарстан                                                     | 7,94    |
| Прыжок в высоту        | Павел Фоменко Брянская область                                                   | 2,31 м  | Андрей Терёшин Москва Ивановская область                                           | 2,31 м  | Вячеслав Воронин Москва                                                      | 2,28 м  |
| Прыжок с шестом        | Артём Купцов Москва Челябинская область                                          | 5,50 м  | Павел Герасимов Москва                                                             | 5,50 м  | не вручалась                                                                 |         |
| Прыжок с шестом        | Артём Купцов Москва Челябинская область                                          | 5,50 м  | Евгений Михайличенко Москва Краснодарский край                                     | 5,50 м  | не вручалась                                                                 |         |
| Прыжок в длину         | Виталий Шкурлатов Волгоградская область                                          | 7,97 м  | Кирилл Сосунов Рязанская область                                                   | 7,86 м  | Дмитрий Сапинский Приморский край Брянская область                           | 7,84 м  |
| Тройной прыжок         | Игорь Спасовходский Москва                                                       | 17,09 м | Александр Петренко Москва                                                          | 16,93 м | Александр Сергеев Москва Тверская область                                    | 16,92 м |
| Толкание ядра          | Олег Коротков Москва Волгоградская область                                       | 19,80 м | Иван Юшков Иркутская область Новосибирская область                                 | 19,70 м | Павел Софьин Московская область Москва                                       | 19,46 м |
| Эстафета 4×200 м       | Тюменская область Олег Сергеев Иван Бузолин Николай Александров Андрей Рудницкий | 1.28,77 | Краснодарский край · Игорь Шевцов · Виктор Усенко · Александр Белов · Сергей Яркин | 1.29,01 | Москва · Роман Горчаков · Максим Бабарыкин · Михаил Москалёв · Роман Смирнов | 1.29,41 |

### Женщины
| Дисциплина             | Золото                                                                                   | Золото  | Серебро                                                                                   | Серебро | Бронза | Бронза      |
| ---------------------- | ---------------------------------------------------------------------------------------- | ------- | ----------------------------------------------------------------------------------------- | ------- | --- | ----------- |
| 60 м                   | Екатерина Григорьева Волгоградская область                                               | 7,23    | Мария Боликова Калмыкия Волгоградская область                                             | 7,25    | Лариса Круглова Мурманская область                                                                        | 7,26        |
| 200 м                  | Наталья Иванова Москва                                                                   | 23,29   | Юлия Гущина Ростовская область Московская область                                         | 23,46   | Екатерина Кондратьева Татарстан Нижегородская область                                                     | 23,50       |
| 400 м                  | Светлана Поспелова Санкт-Петербург                                                       | 51,57   | Ирина Росихина Карелия Татарстан                                                          | 51,58   | Юлия Печёнкина Московская область Красноярский край                                                       | 51,91       |
| 800 м                  | Лариса Чжао Свердловская область Пермская область                                        | 1.59,76 | Ирина Вашенцева Московская область Орловская область                                      | 2.01,12 | Наталья Цыганова Московская область Челябинская область                                                   | 2.01,30     |
| 1500 м                 | Оксана Зброжек Москва Санкт-Петербург                                                    | 4.11,09 | Лилия Шобухова Башкортостан                                                               | 4.11,26 | Юлия Чиженко Санкт-Петербург                                                                              | 4.11,69     |
| 3000 м                 | Лилия Шобухова Башкортостан                                                              | 8.50,50 | Юлия Чиженко Санкт-Петербург                                                              | 8.53,80 | Елена Каналес Калужская область                                                                           | 8.56,83     |
| 3000 м с препятствиями | Любовь Иванова Москва Санкт-Петербург                                                    | 9.27,57 | Марина Иванова Самарская область                                                          | 9.35,33 | Светлана Иванова Чувашия Московская область                                                               | 9.43,49     |
| 60 м с барьерами       | Ольга Корсунова Тульская область Калужская область                                       | 8,26    | Татьяна Павлий Ставропольский край                                                        | 8,28    | Анна Евдокимова Новосибирская область                                                                     | 8,28        |
| Прыжок в высоту        | Анна Чичерова Москва Ростовская область                                                  | 1,98 м  | Татьяна Кивимяги Москва Брянская область                                                  | 1,95 м  | Екатерина Александрова Омская область Свердловская область                                                | 1,95 м      |
| Прыжок с шестом        | Юлия Голубчикова Москва                                                                  | 4,30 м  | Анастасия Кирьянова Москва                                                                | 4,10 м  | Юлия Лукинская Москва Орловская область                                                                   | 3,80 м      |
| Прыжок в длину         | Ирина Мельникова Краснодарский край                                                      | 6,64 м  | Анастасия Ильина Москва Рязанская область                                                 | 6,63 м  | Людмила Колчанова Костромская область                                                                     | 6,60 м      |
| Тройной прыжок         | Виктория Гурова Краснодарский край Ростовская область                                    | 14,43 м | Елена Олейникова Москва                                                                   | 14,33 м | Оксана Рогова Тамбовская область                                                                          | 14,25 м     |
| Толкание ядра          | Ольга Рябинкина Санкт-Петербург Брянская область                                         | 18,92 м | Оксана Чибисова Ростовская область                                                        | 18,12 м | Ольга Иванова Москва Тверская область                                                                     | 18,11 м     |
| Эстафета 4×200 м       | Свердловская область Ирина Хабарова Наталья Михайловская Татьяна Дектярёва Юлия Мулюкова | 1.36,82 | Нижегородская область Мария Дряхлова Ольга Кирьянова Екатерина Кондратьева Юлия Сотникова | 1.38,21 | Новосибирская область [a] · Оксана Лунёва · Анастасия Овчинникова · Екатерина Иванченко · Анна Евдокимова | 1.38,96 [a] |

a  14 июля 2005 года ИААФ в своём ежемесячном информационном письме сообщила о дисквалификации пяти российских легкоатлетов, среди которых оказались бегуньи на короткие дистанции Елена Миронова и Дарья Сафонова. В их допинг-пробах, взятых на чемпионате России в помещении в Волгограде, были обнаружены следы употребления запрещённых препаратов. Решением Антидопинговой комиссии обе спортсменки были отстранены от участия в соревнованиях сроком на 2 года. Результат сборной Челябинской области (Елена Яковлева, Дарья Сафонова, Евгения Попандопуло, Елена Миронова), за которую они обе выступали в эстафете 4×200 метров — 3-е место с результатом 1.38,91 — в соответствии с правилами был аннулирован.

## Чемпионат России по 6-часовому бегу
Чемпионат России по 6-часовому бегу в помещении прошёл 28—29 января в Москве в легкоатлетическом манеже спорткомплекса «Крылатское». Соревнования прошли в рамках V сверхмарафона «Ночь Москвы». На старт вышли 48 легкоатлетов (36 мужчин и 12 женщин) из 16 регионов страны.

### Мужчины
| Дисциплина    | Золото                                | Золото   | Серебро                        | Серебро  | Бронза                       | Бронза   |
| ------------- | ------------------------------------- | -------- | ------------------------------ | -------- | ---------------------------- | -------- |
| 6-часовой бег | Александр Вишнягов Курганская область | 87 824 м | Игорь Тяжкороб Курская область | 85 470 м | Николай Боякинов Саха−Якутия | 84 366 м |

### Женщины
| Дисциплина    | Золото                          | Золото   | Серебро               | Серебро  | Бронза                                 | Бронза   |
| ------------- | ------------------------------- | -------- | --------------------- | -------- | -------------------------------------- | -------- |
| 6-часовой бег | Ирина Коваль Московская область | 72 650 м | Галина Ерёмина Москва | 71 391 м | Ирина Реутович Калининградская область | 70 603 м |

## Чемпионат России по многоборьям
Чемпионы страны в мужском семиборье и женском пятиборье определились 5—6 февраля 2005 года в Краснодаре в обновлённом манеже КГУФКСиТ. В соревнованиях мужчин весь пьедестал был занят спортсменами молодёжной категории — в возрасте до 23 лет.

### Мужчины
| Дисциплина | Золото                                  | Золото     | Серебро                                    | Серебро   | Бронза                             | Бронза    |
| ---------- | --------------------------------------- | ---------- | ------------------------------------------ | --------- | ---------------------------------- | --------- |
| Семиборье  | Алексей Дроздов Москва Брянская область | 5915 очков | Михаил Логвиненко Москва Иркутская область | 5701 очко | Александр Кислов Иркутская область | 5693 очка |

### Женщины
| Дисциплина | Золото                                | Золото    | Серебро                             | Серебро    | Бронза                       | Бронза     |
| ---------- | ------------------------------------- | --------- | ----------------------------------- | ---------- | ---------------------------- | ---------- |
| Пятиборье  | Светлана Ладохина Кемеровская область | 4301 очко | Ольга Левенкова Кемеровская область | 4245 очков | Алёна Ивлева Томская область | 4177 очков |

## Состав сборной России для участия в чемпионате Европы
По итогам чемпионата и с учётом выполнения необходимых нормативов, в состав сборной для участия в чемпионате Европы в помещении в Мадриде вошли:
Мужчины
60 м: Андрей Епишин, Александр Смирнов.

400 м: Дмитрий Форшев.

Эстафета 4х400 м: Дмитрий Форшев, Александр Борщенко, Александр Усов, Владислав Фролов, Андрей Полукеев.

800 м: Дмитрий Богданов.

1500 м: Вячеслав Шабунин, Станислав Хухаркин, Дмитрий Онуфриенко.

3000 м: Павел Наумов, Павел Шаповалов, Сергей Иванов.

60 м с барьерами: Игорь Перемота.

Прыжок в высоту: Ярослав Рыбаков — имел освобождение от отбора, Павел Фоменко, Андрей Терёшин.

Прыжок с шестом: Игорь Павлов — имел освобождение от отбора, Артём Купцов, Павел Герасимов.

Прыжок в длину: Виталий Шкурлатов, Дмитрий Сапинский.

Тройной прыжок: Игорь Спасовходский, Александр Петренко, Александр Сергеев.

Толкание ядра: Иван Юшков, Павел Софьин.

Семиборье: Александр Погорелов — имел освобождение от отбора, Алексей Дроздов.
Женщины
60 м: Екатерина Григорьева, Мария Боликова, Лариса Круглова.

200 м: Юлия Гущина, Екатерина Кондратьева.

400 м: Светлана Поспелова, Ирина Росихина.

Эстафета 4х400 м: Светлана Поспелова, Ирина Росихина, Юлия Печёнкина, Ольга Зайцева, Татьяна Левина.

800 м: Лариса Чжао, Ирина Вашенцева, Наталья Цыганова.

1500 м: Оксана Зброжек, Юлия Чиженко, Анна Альминова.

3000 м: Лилия Шобухова, Елена Каналес.

60 м с барьерами: Ирина Шевченко — имела освобождение от отбора.

Прыжок в высоту: Анна Чичерова, Татьяна Кивимяги, Екатерина Александрова.

Прыжок с шестом: Елена Исинбаева, Татьяна Полнова, Наталья Белинская — имели освобождение от отбора.

Прыжок в длину: Ирина Мельникова, Анастасия Ильина, Людмила Колчанова.

Тройной прыжок: Виктория Гурова, Елена Олейникова, Оксана Рогова.

Толкание ядра: Ольга Рябинкина, Оксана Чибисова, Ольга Иванова.

Пятиборье: Татьяна Гордеева.